# Telemóveis
«Telemóveis» (укр. Мобільні телефони) — пісня португальського співака Конана Осіріса. Пісня представляла Португалію на пісенному конкурсі Євробачення 2019 року в Тель-Авіві, Ізраїль.

## Євробачення
Конан Осіріс брав участь у Festival da Canção 2019, національному відборі Португалії на Євробачення 2019. Осіріс змагався в першому півфіналі 16 лютого, посівши друге місце з 19 балами після перемоги в телеголосуванні, а також четверте місце у голосуванні журі. У фіналі, який відбувся 2 березня 2019 року, Осіріс виграв телеголосування та голосування журі, набравши 24 бали, і отримав право представляти Португалію на Євробаченні 2019.
28 січня 2019 року було проведено спеціальне жеребкування, яке помістило кожну країну в один із двох півфіналів, а також визначило у якій половині шоу ці країни виступатимуть. Португалія потрапила до першого півфіналу, який відбувся 14 травня 2019 року, й виступила у другій половині шоу. Після того, як всі пісні для конкурсу 2019 року були випущені, порядок виступів у півфіналах вирішувався виробниками шоу. Португалія виступила 15-ю і зайняла 15-те місце, набравши 51 бал, тому не змогла кваліфікуватися до фіналу.

## Чарти
| Чарт (2019)      | Найвища позиція |
| ---------------- | --------------- |
| Португалія (AFP) | 10              |